# Arsens Miskarovs
Arsens Miskarovs (in russo Арсен Эдуардович Мискаров?, Arsen Ėduardovič Miskarov; Jelgava, 3 marzo 1961) è un ex nuotatore sovietico, dal 1992 lettone.

## Carriera
Specializzato nella rana, vide nelle Olimpiadi di Mosca 1980 l'evento più prolifico della propria carriera, dove raccolse due medaglie d'argento e una di bronzo.

## Palmarès
- Giochi olimpici estivi

Mosca 1980: argento nei 100m rana e nella 4x100m misti e bronzo nei 200m rana.
- Mondiali

Berlino 1978: argento nei 200m rana.
- Europei

Jönköping 1977: argento nei 100m rana.
Spalato 1981: argento nei 100m e 200m rana.
- Universiadi

Bucarest 1981: oro nei 200m rana e nella 4x100m misti e bronzo nei 100m rana.